# 17.º governo da Monarquia Constitucional
O 17.º governo da Monarquia Constitucional, também conhecido como a segunda parte do 3.º governo da restauração da Carta, nomeado a 18 de dezembro de 1847 e exonerado a 18 de junho de 1849, foi presidido pelo duque de Saldanha, se bem que o cargo de presidente do Conselho de Ministros ainda não estava juridicamente definido.
A sua constituição era a seguinte:
| Cargo                                                                   | Detentor | Detentor                                                                | Período                                          |
| ----------------------------------------------------------------------- | -------- | ----------------------------------------------------------------------- | ------------------------------------------------ |
| Presidente do Conselho de Ministros                                     |          | Duque de Saldanha (1790–1876)                                           | 18 de dezembro de 1847 a 18 de junho de 1849     |
| Ministro e Secretário de Estado dos Negócios do Reino                   |          | Bernardo Gorjão Henriques (1786–1854)                                   | 18 de dezembro de 1847 a 29 de março de 1848     |
| Ministro e Secretário de Estado dos Negócios do Reino                   |          | Duque de Saldanha (1790–1876)                                           | 29 de março de 1848 a 18 de junho de 1849        |
| Ministro e Secretário de Estado dos Negócios do Reino                   |          | José Marcelino de Sá Vargas (interino) (1802–1876)                      | 1 de junho de 1849 a 14 de junho de 1849         |
| Ministro e Secretário de Estado dos Negócios Eclesiásticos e de Justiça |          | Joaquim José de Queirós (1774–1850)                                     | 18 de dezembro de 1847 a 21 de fevereiro de 1848 |
| Ministro e Secretário de Estado dos Negócios Eclesiásticos e de Justiça |          | Bernardo Gorjão Henriques (interino) (1786–1854)                        | 18 de dezembro de 1847 a 21 de janeiro de 1848   |
| Ministro e Secretário de Estado dos Negócios Eclesiásticos e de Justiça |          | José Joaquim de Azevedo e Moura (1794–1876)                             | 21 de fevereiro de 1848 a 29 de março de 1848    |
| Ministro e Secretário de Estado dos Negócios Eclesiásticos e de Justiça |          | João Elias da Costa Faria e Silva (1788–1860)                           | 29 de março de 1848 a 29 de janeiro de 1849      |
| Ministro e Secretário de Estado dos Negócios Eclesiásticos e de Justiça |          | José Marcelino de Sá Vargas (1802–1876)                                 | 29 de janeiro de 1849 a 18 de junho de 1849      |
| Ministro e Secretário de Estado dos Negócios da Fazenda                 |          | Joaquim José Falcão (1796–1863)                                         | 18 de dezembro de 1847 a 29 de janeiro de 1849   |
| Ministro e Secretário de Estado dos Negócios da Fazenda                 |          | António Roberto Lopes Branco (1808–1889)                                | 29 de janeiro de 1849 a 18 de junho de 1849      |
| Ministro e Secretário de Estado dos Negócios da Guerra                  |          | Duque de Saldanha (interino) (1790–1876)                                | 18 de dezembro de 1847 a 8 de janeiro de 1848    |
| Ministro e Secretário de Estado dos Negócios da Guerra                  |          | Barão de Francos (1795–1857)                                            | 8 de janeiro de 1848 a 29 de janeiro de 1849     |
| Ministro e Secretário de Estado dos Negócios da Guerra                  |          | Barão de Vila Nova de Ourém (1796–1859)                                 | 29 de janeiro de 1849 a 18 de junho de 1849      |
| Ministro e Secretário de Estado dos Negócios da Marinha e Ultramar      |          | Agostinho Albano (1785–1852)                                            | 18 de dezembro de 1847 a 29 de março de 1848     |
| Ministro e Secretário de Estado dos Negócios da Marinha e Ultramar      |          | Barão de Vila Nova de Ourém (1796–1859)                                 | 29 de março de 1848 a 10 de julho de 1848        |
| Ministro e Secretário de Estado dos Negócios da Marinha e Ultramar      |          | José Joaquim Gomes de Castro/ Visconde de Castro (interino) (1794–1878) | 10 de julho de 1848 a 3 de maio de 1849          |
| Ministro e Secretário de Estado dos Negócios da Marinha e Ultramar      |          | Barão de Vila Nova de Ourém (interino) (1796–1862)                      | 3 de maio de 1849 a 18 de junho de 1849          |
| Ministro e Secretário de Estado dos Negócios Estrangeiros               |          | Duque de Saldanha (1790–1876)                                           | 18 de dezembro de 1847 a 29 de março de 1848     |
| Ministro e Secretário de Estado dos Negócios Estrangeiros               |          | José Joaquim Gomes de Castro/ Visconde de Castro (1794–1878)            | 29 de março de 1848 a 18 de junho de 1849        |
| Ministro e Secretário de Estado dos Negócios Estrangeiros               |          | Duque de Saldanha (interino) (1790–1876)                                | 3 de maio de 1849 a 1 de junho de 1849           |